# STXフィンランド
STXフィンランド（STX Finland）は、フィンランドにある造船会社。韓国のSTXグループの一つであるSTXヨーロッパの傘下。ヘルシンキ、トゥルク、ラウマの3カ所に造船所を持つ。約4,000人を雇用している。
2014年8月、ドイツの造船会社マイヤー・ヴェルフトとフィンランド政府は、共同でSTXフィンランドを買収。株式の取得比率はマイヤー・ヴェルフトが70%、フィンランド政府が30%。諸手続が完了次第、「マイヤー・トゥルク造船」に社名が変更される予定。

## 造船実績
2000年代以降は、カーニバルクルーズラインやロイヤル・カリビアン・インターナショナルなどが運行する超大型クルーズ客船の建造も手がけるようになった。
- M/S イルマタル（ヘルシンキ、1964年）フィンランド汽船
- M/S フィナンサ（ヘルシンキ、1966年）フィンライン
- M/S ソング・オブ・ノルウェー（ヘルシンキ、1970年）ロイヤル・カリビアン・インターナショナル
- M/S ノルディック・プリンス（ヘルシンキ、トゥルク、1971年）ロイヤル・カリビアン・インターナショナル
- M/S コスタ・アトランティカ（ヘルシンキ、2000年）コスタ・クルーズ
- M/S カーニバル・スピリット（ヘルシンキ、2001年）カーニバルクルーズライン
- M/S カーニバル・プライド（ヘルシンキ、2001年）カーニバルクルーズライン
- M/S カーニバル・レジェンド（ヘルシンキ、2002年）カーニバルクルーズライン
- M/S コスタ・メディタラニア（ヘルシンキ、2003年）コスタ・クルーズ
- M/S カーニバル・ミラクル（ヘルシンキ、2004年）カーニバルクルーズライン
- MS ギャラクシー（トゥルク、2006年）タリンク
- MS フリーダム・オブ・ザ・シーズ（トゥルク、2006年）ロイヤル・カリビアン・インターナショナル
- MS リバティ・オブ・ザ・シーズ（トゥルク、2007年）ロイヤル・カリビアン・インターナショナル
- MS インディペンデンス・オブ・ザ・シーズ（トゥルク、2008年）ロイヤル・カリビアン・インターナショナル
- MS バルチック・プリンセス（ヘルシンキ、2008年）タリンク
- MS バルチック・クイーン（ラウマ、2009年）タリンク
- MS オアシス・オブ・ザ・シーズ（トゥルク、2009年）ロイヤル・カリビアン・インターナショナル
- MS アルーア・オブ・ザ・シーズ（トゥルク、2010年）ロイヤル・カリビアン・インターナショナル

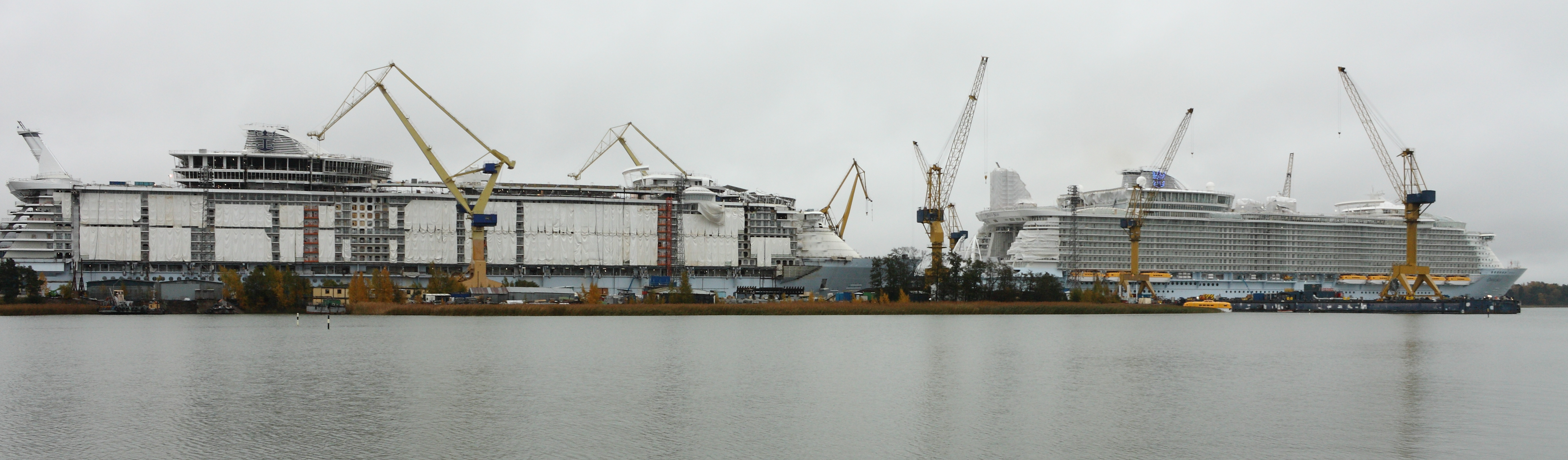
建造中のアルーア・オブ・ザ・シーズとオアシス・オブ・ザ・シーズ

## 関連記事
- STXグループ